# İbrahim Akın
İbrahim Akın (ur. 4 stycznia 1984 w Izmirze) – turecki piłkarz występujący na pozycji pomocnika. Zawodnik Altay SK.

## Kariera klubowa
Akın zawodową karierę rozpoczynał w 2002 roku w klubie Altay SK z Süper Lig. W tych rozgrywkach zadebiutował 18 sierpnia 2002 roku w wygranym 4:2 pojedynku z Göztepe AŞ, w którym strzelił także gola. W 2003 roku spadł z zespołem do 1. Lig. W Altayu spędził jeszcze rok.
W 2004 roku podpisał kontrakt z Beşiktaşem JK z Süper Lig. Pierwszy ligowy mecz zaliczył tam 7 sierpnia 2004 roku przeciwko Malatyasporowi (1:1). W 2006 roku zdobył z klubem Puchar Turcji oraz Superpuchar Turcji. W 2007 roku ponownie zwyciężył z nim w rozgrywkach Pucharu Turcji.
Na początku 2008 roku Akın odszedł do Belediyesporu, także występującego w Süper Lig. Zadebiutował tam 13 stycznia 2008 roku w zremisowanym 2:2 spotkaniu z Fenerbahçe SK. W 2012 roku przeszedł do Gaziantepsporu. W sezonie 2015/2016 był zawodnikiem Sivassporu. Latem 2016 przeszedł do Altay SK.

## Kariera reprezentacyjna
Akın jest byłym reprezentantem Turcji U-17, U-18, U-19, U-20 oraz U-21. W pierwszej reprezentacji Turcji zadebiutował natomiast 8 października 2005 roku w wygranym 2:1 towarzyskim meczu z Niemcami. Od 2006 roku znajduje się poza kadrą narodową.